# Менандър (диадох)
Менандър (на старогръцки: Μενανδρος, Menandros) е македонски генерал на Александър Велики.
През началото на похода в Азия през 334 пр.н.е. той е командир на наемна войска и е назначен през 331 пр.н.е. за наследник на Асандрос като сатрап на провинция Лидия. През 330 пр.н.е. той завежда на войската в Арея 2600 лидийски войника и 300 на коне. През 323 пр.н.е. той завежда отново подсилване на войската във Вавилон, където участва в последния пир на Александър, който малко след това умира.
През 322 пр.н.е. той е против имперския регент Пердика, когато научава за неговите планове да се ожени за сестрата на Александър Клеопатра. Тя трябвало да получи като лична собственост провинция Лидия. Менандър издава тези планове на Антигон Монофталм, който ги съобщава на Антипатър, чрез което избухва първата диадохска война.
Менандър обаче на Конференцията в Трипарадис през 320 пр.н.е. не получава управлението на Лидия, тя е получена от Клит Белия. Менандър се включва в свитата на Антигон Монофтхалм, с надеждата един ден да получи обратно Лидия. През 319 пр.н.е. той е споменат за последн път, когато не успява да попречи напердването на Евмен от Кардия към Киликия.
Менандър стои модел за картината „Менандър, цар на Кария, в Родос“ на художника Апелес.